# 제이에이에스
주식회사 제이에이에스(영어: Jeju Air Service : JAS)는 공항서비스를 제공하는 대한민국의 지상조업사로 애경산업의 자회사이다.

## 개요
제이에이에스는 제주항공과 외항사를 상대로 여객 카운터 발권 및 수속 서비스, 램프 부문 수하물 서비스, 화물 조업 서비스, 전세기 조업 서비스 등을 제공한다.
제주항공이 동보공항서비스를 인수 후 사명을 바꾸고 공식 출범하였다. 2017년 10월 제주항공이 인수하여 사명을 바꾼 후 공식 출범하였으며 제주항공이 취항하는 김포국제공항, 제주국제공항, 김해국제공항, 청주, 대구, 광주/무안에서 제주항공 지상조업을 운영하고 있다. 인천국제공항의 여객서비스는 제이에이에스가, 램프서비스는 제이에이에스와 아시아나에어포트가 나누어 조업하고 있으며 향후 전체 램프서비스를 제이에이에스 단독으로 하는 것을 목표로 하고있다. 
2019년 대구국제공항에서의 첫 외항사 조업을 시작으로 2020년 1월 인천국제공항에서의 외항사 조업을 개시했다. 조업 대상은 대만 국적의 저비용 항공사인 타이거 에어 타이완 항공사로 중화항공 계열사이다.

## 전 사업 분야
- 지상조업
  - Ramp Service
- 여객운송
  - 체크인카운터
  - 출도착안내
  - 수하물서비스
  - EDI/LD
- 급유조업
- 지상조업 장비 정비

## 같이 보기
- 제주항공 - 모회사
- 티웨이에어서비스 - 경쟁사
- 아시아나에어포트 - 협력사
- 에어코리아
- 애경그룹 - 모회사
- 이스타포트